# Schwenckia glabrata
Schwenckia glabrata là loài thực vật có hoa trong họ Cà. Loài này được Kunth miêu tả khoa học đầu tiên năm 1817.